# La sombra del pasado (película)
La sombra del pasado es una película en blanco y negro de Argentina dirigida por Ignacio Tankel sobre su propio guion escrito en colaboración con Julio Cortázar que se produjo en 1946 y fue estrenada en el cine Metropol de la ciudad de Chivilcoy el 25 de mayo de 1947. 
Entre 1939 y 1944 el escritor Julio Cortázar vivió en la ciudad de Chivilcoy, en cuya Escuela Normal dictaba clases como profesor de geografía, historia e instrucción cívica. Cortázar era asiduo concurrente a las reuniones de amigos que se hacían en el local de fotografía de Ignacio Tankel, y a propuesta de éste realiza su primera participación en un texto cinematográfico, colaborando en el guion de la película, que se filmó en Chivilcoy entre agosto y diciembre de 1946. Varios de los actores que participaron en el filme eran oriundos de Chivilcoy.

## Reparto
- Domingo Márquez
- Nélida Solá
- Nora Berzábal
- Rubén Benítez

## Documental
Gerardo Panero dirigió el filme documental estrenado en 2004, Buscando la sombra del pasado , que se refiere a algunos aspectos de la filmación de La sombra del pasado.